# Lee Ross
Lee Ross (Luton, 1971) is een Brits acteur.

## Carrière
Ross begon in 1984 met acteren in de televisieserie Dramarama, waarna hij nog meerdere rollen speelde in televisieseries en films. Hij is onder andere bekend van zijn rol als Owen in de televisieserie EastEnders, waar hij in 48 afleveringen speelde (2006–2009).

## Filmografie

### Films
Uitgezonderd korte films.
- 2021 A Castle for Christmas - als Thomas
- 2018 Farming - als Jack
- 2017 Bikini Blue – als politieagent Daldry
- 2016 Dusty and Me – als Bill
- 2016 ID2: Shadwell Army – als Gumbo
- 2015 Containment – als Mark
- 2014 Dawn of the Planet of the Apes – als Grey
- 2013 Locke – als politieagent Davids (stem)
- 2010 Centurion – als Septus
- 2006 The Family Man – als Gary
- 2005 Goal! – als Bluto
- 2004 Dunkirk – als sergeant Moore
- 2000 Five Seconds to Spare – als Tony
- 2000 Secret Society – als Ken
- 1999 Tube Tales – als pretmaker
- 1999 Dreaming of Joseph Lees – als Harry
- 1999 Dockers – als Andy Walton
- 1999 Rogue Trader – als Danny Argyropoulos
- 1998 Vigo – als Oscar Levy
- 1998 Only Love – als monteur
- 1997 The Island on Bird Street – als Freddy
- 1997 Metroland – als Toni
- 1996 Black Eyes – als Tony
- 1996 Hard Men – als Speed
- 1996 The English Patient – als Spalding
- 1996 Secrets & Lies – als Paul
- 1995 The Hurting – als Bull
- 1995 I.D. – als Gumbo
- 1992 The Guilty – als Tommy
- 1991 Buddy's Song – als Jason

### Televisieseries
Uitgezonderd eenmalige gastrollen.
- 2024 Professor T. - als gevangenisbewaarder Jon Steddon - 3 afl.
- 2022-2025 Andor - als Exmar Kloris - 8 afl.
- 2020 Bulletproof - als Richard Cockridge - 7 afl.
- 2017-2019 White Gold – als Ronnie – 10 afl.
- 2017 Silent Witness – als Tommy McAteer – 2 afl.
- 2015 Cradle to Grave – als Wally – 2 afl.
- 2014 The Driver – als Kev Mitchell – 3 afl.
- 2012 Titanic – als Barnes – 4 afl.
- 2011 Flikken Maastricht – Bran Collins
- 2006–2009 EastEnders – als Owen – 48 afl.
- 2007–2009 Robin Hood – als sir Jasper – 2 afl.
- 2009 Moses Jones – als Mick Mahoney – 2 afl.
- 2008 Mutual Friends – als Harry Seed – 6 afl.
- 2006 Life on Mars – als DCI Litton – 2 afl.
- 2004–2005 The Catherine Tate Show – als Paul – 7 afl.
- 2005 Jericho – als Louis – 4 afl.
- 1999–2001 Watership Down – als Hawkbit (stem) – 39 afl.
- 2001 Waking the Dead – als Christopher Redford – 2 afl.
- 1999–2000 Playing the Field – als Ryan Pratt – 15 afl.
- 1997 Trial and Retribution – als Peter James – 2 afl.
- 1995 Shine on Harvey Moon – als Roy – 6 afl.
- 1993 Westbeach – als Chris Cromer – 6 afl.
- 1989–1991 Press Gang – als Kenny Phillips – 30 afl.
- 1985–1986 Dodger, Bonzo and the Rest – als Dodger – 13 afl.

- Bibliothèque nationale de France: cb14222297q (data)
- International Standard Name Identifier: 0000 0000 3628 5651
- Library of Congress Control Number: n2007015904
- Virtual International Authority File: 56821752
- WorldCat: E39PBJjT4w4WdxkYGjJtdQ9MT3